# بازیلیانو
بازیلیانو (به ایتالیایی: Basiliano) یک کومونه در ایتالیا است که در استان اودینه واقع شده‌است.

## خصوصیات
بازیلیانو ۴۲٫۹ کیلومترمربع مساحت و ۵٬۳۳۱ نفر جمعیت دارد و ۷۷ متر بالاتر از سطح دریا واقع شده‌است.